# Трошев, Геннадий Николаевич

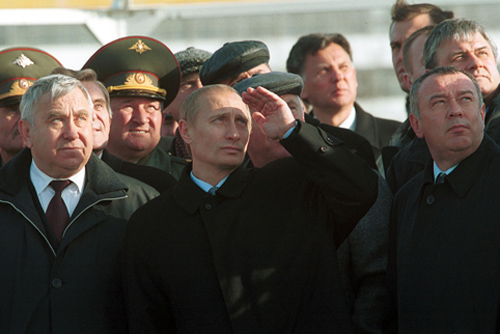
Президент РФ Владимир Путин и Г. Трошев (за ним), 8 ноября 2000 года

Генна́дий Никола́евич Тро́шев (14 марта 1947, Берлин — 14 сентября 2008, Пермь) — советский и российский военачальник. Во время Первой чеченской войны — командующий Объединённой группировкой войск Министерства обороны РФ в Чечне. В 1995—1997 годах — командующий 58-й армией Северо-Кавказского военного округа, заместитель командующего Северо-Кавказским военным округом (СКВО). С 1995 по 2002 год — командующий войсками в ходе боевых действий в Чечне и Дагестане. С началом Второй чеченской войны — командующий Объединённых федеральных сил на Северном Кавказе. С 2003 по 2008 год — советник Президента Российской Федерации по вопросам казачества.
Действительный государственный советник Российской Федерации 2 класса (2007), генерал-полковник (2000), Герой Российской Федерации (1999).

## Биография
Родился 14 марта 1947 года в городе Берлине в семье офицера Группы советских войск в Германии. Детские годы провёл в городе Грозном. Учился в Московском институте инженеров землеустройства (1964—1966).
Окончил Казанское высшее танковое командное училище имени Верховного Совета Татарской АССР (1966—1969), Военную академию бронетанковых войск имени Маршала Советского Союза Р. Я. Малиновского (1973—1976), Военную академию Генерального штаба Вооружённых Сил имени К. Е. Ворошилова (1986—1988).
Служил в танковых войсках от командира взвода до командира 10-й гвардейской танковой дивизии (1988—1991). С 1994 года — командир 42-го армейского корпуса в Северо-Кавказском военном округе. В 1995—1997 годах — командующий 58-й армией Северо-Кавказского военного округа. Во время Первой чеченской войны — командующий Объединённой группировкой войск Министерства обороны РФ в Чечне. Генерал-лейтенант (указ от 5 мая 1995 года). В 1997 году назначен заместителем командующего Северо-Кавказским военным округом (СКВО). Командующий российскими войсками в ходе боевых действий в Чечне и Дагестане (1995—2002).
В августе 1999 года возглавил группировку федеральных сил, отражавшую нападение боевиков на Дагестан. С началом Второй чеченской войны — командующий группировкой «Восток» Объединённых федеральных сил на Северном Кавказе. С января 2000 года — первый заместитель командующего Объединённой группировкой федеральных сил на Северном Кавказе. Генерал-полковник (февраль 2000 года). В апреле — июне 2000 года — командующий Объединённой группировкой федеральных сил на Северном Кавказе. В мае 2000 — декабре 2002 года — командующий войсками Северо-Кавказского военного округа СКВО. В декабре 2002 года был назначен на должность командующего войсками Сибирского военного округа, но публично отказался от этого назначения, после чего был уволен в запас.
В марте 2001 года поддержал во время суда Юрия Буданова, обвинявшегося в убийстве и изнасиловании чеченской девушки Эльзы Кунгаевой. Выступал за публичные казни чеченских боевиков, по поводу чего министерство обороны России заявило, что это его личное мнение, не разделяемое министерством. С 25 февраля 2003 года по 7 мая 2008 года — советник президента Российской Федерации (занимался вопросами казачества). Действительный государственный советник Российской Федерации 2 класса (2007).
Погиб в авиакатастрофе самолёта Боинг-737-500 авиакомпании «Аэрофлот-Норд» в черте города Пермь, куда летел на турнир по самбо 14 сентября 2008 года. Похоронен на Пригородном кладбище Краснодара.

## Книги
- Зайналбек Сусуев. Чечено-российские отношения и идея чеченской государственности. Политический очерк. — Litres, 2022-05-15. — 721 с. — ISBN 978-5-04-105686-5.

Книги Трошева
- «Моя война. Чеченский дневник окопного генерала» (2001)
- «Чеченский рецидив»[7] (2003)
- «Чеченский излом»[8] (2008)

## Цитаты
«Я хоть и ношу генеральские погоны, но в душе был и остался рядовым воином своего Отечества, служение которому является смыслом всей моей жизни».
— Геннадий Трошев

Наши силовые ведомства тоже имеют право на защиту от лжи, клеветы. Тем более что защищать будут не товарную марку или прибыльный бизнес, а, как бы это громко ни звучало, интересы государства, нравственное здоровье общества, честь своих солдат, спокойствие их родных и близких. От кого? От нечистоплотных политиков и их журналистской "обслуги", от тех, для кого не существует правил приличия и элементарной профессиональной этики.
На такие нерадостные мысли меня навела нашумевшая история с корреспондентом "Новой газеты" А. Политковской, которая в августе 2000 года сопровождала гуманитарный груз для дома престарелых в Грозном. Военные, как и положено, сформировали колонну, выделили усиленную охрану (любое продвижение людей по городу небезопасно). Но журналистка, похоже, об этом не думала. По пути то и дело требовала непредусмотренных остановок для решения каких-то своих проблем. В очередной раз остановив колонну, приказала военным ждать и растворилась в одном из городских кварталов. Почти час солдаты и офицеры торчали на улице в качестве отличной мишени для боевиков. Командир весь извелся: всего одной гранаты в борт БТР или снайперской пули из окна хватило бы для трагедии. Именно это и высказал он вернувшейся журналистке, которая тут же выплеснула на военных ушат оскорблений. Позже в газете появилась ее статья, где она повторила обвинения военным во всех тяжких грехах: мол, и трусы они, и бездельники.
Через полгода новая скандальная история с той же журналисткой. Теперь Политковская обнаружила какие-то ямы, где якобы "федералы" держат пленных из числа мирных жителей. Понаехали комиссии, проверили все до последней телеги, но ничего не обнаружили. Приведенные в публикации факты не подтвердились. Политковская настолько, видимо, ненавидит армию, что в День защитников Отечества в телепрограмме "Глас народа" дошла до прямых оскорблений в адрес солдат и офицеров, воюющих в Чечне. Как же отреагировали на это, мягко скажем, недостойное поведение журналистки в Министерстве обороны? А никак. Не захотели связываться. Могу ошибиться, но не припомню случая (кроме разве что иска П. Грачева к "Московскому комсомольцу"), чтобы военные подавали в суд за откровенную клевету или оскорбления со стороны некоторых СМИ.
— Г.Н. Трошев. Моя война. Чеченский дневник окопного генерала

## Награды
- Герой Российской Федерации (1999) — за антитеррористическую операцию в Дагестане и Чечне
- Орден «За заслуги перед Отечеством» IV степени (23 июня 2008) — за большой вклад в обеспечение деятельности Президента Российской Федерации и многолетнюю государственную службу[13]
- Орден «За военные заслуги» (1995)
- Орден Дружбы народов (1994)
- Орден «За службу Родине в Вооружённых Силах СССР» III степени (1990)
- Орден Леона (Абхазия)
- Орден имени Ахмата Кадырова (Чечня, 2007)[14]
- Почётный гражданин городов: Прохладного (2000), Нальчика (2002)[15], Махачкалы (2000), Шали (2001), Ноябрьска (2006).

## Увековечение памяти
Улица Краснознамённая в Грозном переименована в улицу имени Геннадия Трошева.
Именем Трошева назван 1-й Дагестанский кадетский корпус.
На территории Троицкого округа Москвы в поселке Благодать поселения Филимонковское в честь генерала Трошева названа улица.
В Смоленске новая улица названа именем Трошева.
В Краснодаре новая улица в одном из микрорайонов города названа именем генерала Трошева.
На Кубани именем генерала Трошева назвали Кропоткинский казачий кадетский корпус.
В Волгоградской области именем Трошева назван Алексеевский казачий кадетский корпус.
Именем Трошева назвали среднюю школу в Нальчике, в которой он учился с 1958 по 1965 годы. Решение об увековечивании памяти Трошева было принято советом местного самоуправления после того, как с соответствующей инициативой выступила администрация школы № 11, в которой был открыт музей генерал-полковника. Также городские власти переименовали Школьную улицу, расположенную рядом с учебным заведением, в улицу генерала Трошева. Кроме того, было решено установить мемориальную доску на доме № 136 по улице Иванова. Как отметили в пресс-службе администрации Нальчика, именно в этом доме жил Трошев.
На фасаде здания штаба Северо-Кавказского военного округа в Ростове-на-Дону установлена мемориальная доска Трошеву, кроме того, его именем будет названа одна из улиц района «Левенцовский», строящегося на западной окраине Ростова-на-Дону.
14 марта на Кубани учреждён фонд памяти Трошева — Некоммерческий фонд содействия развитию спорта и культуры «Дружбы народов Северного Кавказа» имени Героя России генерал-полковника Геннадия Николаевича Трошева. В Фонд вошли ветераны боевых действий, артисты, политики, которые поддерживают уставные цели и задачи фонда. Надежда Михайловна Трошева, мать Г. Н. Трошева, является председателем фонда.
Именем Трошева назван большой океанский морозильный траулер в Приморье, оснащённый современным технологическим оборудованием.
Именем Г. Н. Трошева назван алмаз "Генерал Трошев" (англ. General Troshev diamond), найденный в год шестидесятилетия генерала. 
В августе 2008 года в поселке Чернышевский Республики Саха (Якутия) была открыта кадетская школа-интернат. Генерал Г. Н. Трошев вручил символический ключ от школы её директору В. Ю. Горбунову. Через месяц Трошев погиб в авиакатастрофе. В сентябре 2008 года Указом Президента РС(Я) В. А. Штырова Чернышевской кадетской школе-интернату было присвоено имя Трошева, там же теперь хранится дубликат медали «Золотая Звезда» и личные вещи Трошева.
В марте 2016 года МБОУ СОШ 98, город Краснодар, присвоено имя Героя Российской Федерации генерал-полковника Г. Н. Трошева.
В мае 2023 года в Ростове-на-Дону в школе № 100, которая носит имя генерала, открыли бюст Героя.

## Документальные фильмы
- «Война и мир генерала Трошева» Россия, 2009. Автор сценария и режиссёр: Елена Самойлова.